# Гольдгор Давид Семенович
Давид Семенович Гольдгор (25 жовтня 1912, Санкт-Перербург, Російська імперія — 12 липня 1982, Ленінград, РРФСР, СРСР) — радянський архітектор, художник.

## Біографія
Народився 25 жовтня 1912 року в Санкт-Петербурзі. Вищу освіту здобув в 1934 році у Ленінградському інженерно-будівельному інституті (нині Санкт-Петербурзький державний архітектурно-будівельний університет).
Учасник оборони Ленінграда і відновлення міста після зняття блокади.
З 1953 року керував майстернею інституту Ленпроект. У 1950-тих роках за його проектами споруджено станцію метро «Нарвська», адміністративна будівля на Суворовському проспекті, 62, залізничний вокзал у Виборзі.
У 1960-1980-тих роках майстерня Гольдгора займалася проектуванням і забудовою «спальних» районів: Щемиловки, Купчина, Правобережжя Неви (площа біля Володарського мосту).
У 1967—1977 роках під його керівництвом здійснювалися великі архітектурні проекти, зокрема: на Синопській набережній і площі Олександра Невського (готель «Москва», АТС), будівля Будинку політпросвіти (1974) і Ленінградського обласної Ради народних депутатів (1975—1981), павільйон «Квіти» на Шпалерній вулиці, Невський меморіал «Журавлі», реконструкція та забудова непарної сторони Шпалерної вулиці та багато інших.
Помер Давид Гольдгор 12 липня 1982 року на 70-му році життя. Похований на Большеохтінському кладовищі в Санкт-Петербурзі.
Дружина — художник та архітектор Катерина Костянтинівна Ушакова .